# Francesc de Paula de Borbó i Castellví
Francesc de Paula de Borbó i Castellví (castellà: Francisco de Paula de Borbón y Castellví)  (Tolosa, 29 de març de 1853 - Madrid, 28 de febrer de 1942) va ser un noble espanyol, membre de la família Borbó, i cosí carnal del rei Alfons XII d'Espanya. A pesar dels seus vincles familiars, Francesc de Paula no va ser mai infant d'Espanya.

## Família
Francisco de Paula era el tercer fill nascut del matrimoni format pel polèmic infant Enric de Borbó i Borbó-Dues Sicílies i la seva dona, Elena María de Castellví y Shelly. Per línia paterna era net de Francesc de Paula de Borbó (fill menor del rei Carles IV d'Espanya) i de la princesa Lluïsa Carlota de Borbó-Dues Sicílies; per línia materna era net d'Antonio de Castellví, comte de Castellà, i de Margarita Shelly. La família d'Elena procedia de València i d'Irlanda. El matrimoni dels seus pares, celebrat en Roma en 1847, no va comptar amb el consentiment de la reina Isabel II, i els seus pares van ser exiliats a França, on va néixer el jove.

## Biografia
Francesc de Paula (que va ser batejat amb els noms de Francesc de Paula Maria Trinitat Enric Gabriel Miquel Rafael Edmon Bonaventura) va néixer el 1853 a Tolosa de Llenguadoc, on vivia la seva família, exiliada per les desavinences entre el seu pare, Enric de Borbó, i la seva cosina, la reina Isabel II d'Espanya. Encara que inicialment Francesc de Paula va lluitar en l'exèrcit carlista, aviat es va mostrar a favor del seu cosí, Alfons XII, i es va unir a l'exèrcit espanyol el 1875. Aquest any va ser nomenat general de brigada a l'illa de Cuba, que en aquell moment seguia sent una colònia d'Espanya. A L'Havana va conèixer a la seva primera esposa, Maria Lluïsa de la Torre i Bassave, filla d'un ric hisendat cubà. Van contreure matrimoni el 15 de setembre de 1882 a l'Havana, però es van instal·lar a Madrid, on van néixer quatre dels seus cinc fills.
Després de la mort de Maria Lluïsa el 1887 va tornar a contreure matrimoni el 15 de febrer de 1890 a Madrid, aquesta vegada amb Felisa de León y Navarra de Balboa, de família noble i també natural de Cuba. Van tenir tres fills.
Francesc de Paula va ser conegut en la seva època per reclamar per a si mateix l'inexistent tron de França, després de la mort del comte de Chambord el 1883. Les seves pretensions van causar nombrosos maldecaps a la reina regent Maria Cristina d'Àustria, la qual cosa va derivar en dos mesos d'arrest a Santoña el 1898. Els tribunals francesos van dictaminar finalment que la família Orleáns, a la que ell detestava, era qui podia dur l'escut d'armes dels reis de França. El 1891 va ser nomenat general de Divisió, i a les eleccions generals espanyoles de 1896 fou elegit diputat a Corts pel districte de Gràcia (Barcelona). Entre 1914 i 1916 va ser governador general de les Illes Balears, i el 1916 va ser membre del Consell de Guerra i Marina. En 1927 el seu nebot, Alfons XIII d'Espanya li va concedir el Toisó d'Or.

## Últims anys
Després de la proclamació de la Segona República Espanyola, Francesc de Paula va poder romandre a Espanya, i va continuar residint a Madrid. No obstant això, després de l'esclat de la Guerra Civil Espanyola va haver de buscar asil en l'ambaixada de Xile. Alguns dels seus descendents van córrer pitjor sort, i els seus fills Elena de Borbó i de la Torre (1878-1936), Enric de Borbó i de León (1891-1936), Alfons de Borbó i de León (1893-1936), i els seus nets María Luisa González-Conde i de Borbó (1912-1936), José Luis de Borbón y Rich (1910-1936), Jaime de Borbón y Esteban (1921-1936) van ser afusellats pel bàndol republicà. Francesc de Paula va morir a Madrid en 1942. La seva vídua va morir un any després.

## Descendència
(Del seu primer matrimoni) 
- Elena de Borbó i de la Torre (1878-1936), va contreure matrimoni amb José de Oltra y Fullana. Va tenir descendència, i va ser assassinada en la Guerra Civil espanyola.
- Maria Lluïsa Cristina de Borbó i de la Torre (1880-1968), va contreure matrimoni amb Diego González-Conde y García de la Costa. Va tenir descendència, i una de les seves filles va ser assassinada en la Guerra Civil espanyola.
- Francesc de Paula de Borbó i de la Torre (1882-1953), va contreure matrimoni amb la seva cosina, Enriqueta de Borbón y Parade (1888-1968), pel que ambdós van ser ducs de Sevilla. Va ser també Gran Mestre de l'Orde militar i Hospitalària de Sant Llàtzer de Jerusalem, Betlem i Natzaret, que després de la seva mort va passar el Mestratge al seu fill, el coronel Enrique de Borbón y Borbón, Duc de Sevilla, Gran d'Espanya. Van tenir descendència.
- Josep Maria de Borbó i de la Torre (1883-1962), va contreure matrimoni amb María Luisa Rich y Carvajo, que va ser assassinada pel seu marit en 1926. El cas va ser silenciat per voluntat del seu cosí, Alfons XIII d'Espanya. El seu fill, José Luis, va ser assassinat en la Guerra Civil espanyola.
- Maria Dolors de Borbó i de la Torre (1887-1985), va morir soltera.

(Del seu segon matrimoni) 
- Enric Maria de Borbó i de León (1891-1936), marquès de Balboa, es va casar amb Isabel de Esteban y Iranzo. Va ser assassinat en la Guerra Civil Espanyola amb el seu fill, Jaime.
- Alfons Maria de Borbó i León (1893-1936), marquès de Squilache, es va casar amb María Luisa de Caralt y Mas. Va tenir dos fills, i va ser assassinat en la Guerra Civil espanyola.
- María de les Neus Blanca de Borbó i León (1898-1989), es va casar amb Luis de Figueroa y Alonso-Martínez, Comte de Romanones. Va tenir descendència.